# مجلة اليرموك
مجلة تصدر عن جامعة اليرموك في العلاقات العامة

## رؤساء التحرير
- أخر رؤساء التحرير هو الدكتور أحمد العرقان
- وقبله الدكتور دميثان حلوش

## وصلات خارجية
- دائرة العلاقات العامة_مجلة اليرموك - yarmouknews@yu.edu.jo
- موقع جامعة اليرموك
- اعداد المجلة على شكل ملفات بي دي أف
  - العدد 93
  - العدد 92
  - العدد 91
  - العدد 90
  - العدد 89
  - العدد 88

1. ↑  "مجلة أبحاث اليرموك – سلسلة العلوم الإنسانية والاجتماعية". جامعة اليرموك. 2025.